# Glena cretacea
Glena cretacea là một loài bướm đêm trong họ Geometridae.